# Alex Jennings
Alex Jennings (Essex, 10 maggio 1957) è un attore britannico, attivo in campo teatrale, televisivo e cinematografico.

## Biografia
Studiò teatro all'università di Warwick dove si laureò nel 1978; la sua carriera artistica cominciò nel 1985. Molto attivo in campo teatrale, ha collaborato di frequente con la Royal Shakespeare Company, per cui ha interpretato ruoli principali in allestimenti di grande rilievo, tra cui i ruoli degli eponimi protagonisti in Peer Gynt, Riccardo II ed Amleto. Apprezzato interprete dell'opera di Shakespeare, Ibsen e Wilde, Jennings ha recitato anche in diversi musical e operette, tra cui Candide, The Light in the Piazza, Charlie e la fabbrica di cioccolato e My Fair Lady, per cui ha vinto il Laurence Olivier Award al miglior attore in un musical nel 2003.
Nel corso della sua carriera, Jennings ha vinto anche il Laurence Olivier Award alla miglior performance in una commedia per Too Clever by Half (1988) e al Miglior attore  per Peer Gynt (1997). È diventato famoso al pubblico mondiale recitando nel ruolo del Principe Carlo del Galles, nel film The Queen - La regina nonché il Principe Edoardo, duca di Windsor, nella serie televisiva The Crown.

## Filmografia

### Cinema
- War Requiem, regia di Derek Jarman (1989)
- A Midsummer Night's Dream, regia di Adrian Noble (1996)
- Le ali dell'amore (The Wings of the Dove), regia di Ian Softley (1997)
- Le quattro piume (The Four Feathers), regia di Shekhar Kapur (2002)
- 5 bambini e It (Five Children and It), regia di John Stephenson (2004)
- Che pasticcio, Bridget Jones! (Bridget Jones: The Edge of Reason), regia di Beeban Kidron (2004)
- The Queen - La regina (The Queen), regia di Stephen Frears (2005)
- Babel, regia di Alejandro G. Inarritu (2006)
- The Disappeared, regia di Johnny Kevorkian (2008)
- Trap for Cinderella, regia di Ian Softley (2013)
- La ragazza del dipinto (Belle), regia di Amma Asante (2013)
- Castle in the Sky, regia di Gillies MacKinnon (2014)
- The Lady in the Van, regia di Nicholas Hytner (2015)
- La verità negata (Denial), regia di Mick Jackson (2016)
- The Forgiven, regia di John Michael McDonagh (2021)
- L'arma dell'inganno - Operation Mincemeat (Operation Mincemeat), regia di John Madden (2022)
- Your Christmas or Mine?, regia di Jim O'Hanlon (2022)
- Blitz, regia di Steve McQueen (2024)
- La ballata di un piccolo giocatore (The Ballad of a Small Player), regia di Edward Berger (2025)

### Televisione
- Tutti gli uomini di Smiley (Smiley's People) – miniserie TV, 1 puntata (1982)
- Kit Curran – serie TV, episodio 1x04 (1986)
- The Franchise Affair – serie TV, 6 episodi (1988)
- The Return of Shelley – serie TV, episodio 2x07 (1989)
- Ispettore Morse (Inspector Morse) – serie TV, episodio 4x02 (1990)
- Alfonso Bonzo – serie TV, 6 episodi (1990)
- Ashenden – miniserie TV, 4 puntate (1991)
- Screenplay – serie TV, episodio 7x10 (1992)
- Alleyn Mysteries – serie TV, episodio 1x04 (1993)
- Hard Times – miniserie TV, 1 puntata (1994)
- Liberty! The American Revolution – miniserie TV, 6 puntate (1997)
- Great Britons – miniserie TV, 1 puntata (2002)
- Poirot (Agatha Christie's Poirot) – serie TV, episodio 10x02 (2005)
- The State Within - Giochi di potere – miniserie TV, 6 puntate (2006)
- Waking the Dead – serie TV, episodi 6x03, 6x04 (2007)
- Cranford – serie TV, 7 episodi (2007-2009)
- Fairy Tales – miniserie TV, 1 puntata (2008)
- The Last Days of Lehman Brothers, regia di Michael Samuels – film TV (2009)
- Whitechapel – serie TV, 5 episodi (2009-2010)
- Miss Marple (Agatha Christie's Marple) – serie TV, episodio 4x03 (2009)
- Silk – serie TV, 13 episodi (2011-2014)
- Being Human – serie TV, episodio 4x01 (2012)
- Lewis – serie TV, episodio 6x01 (2012)
- Stan Lee's Lucky Man – serie TV, 3 episodi (2016)
- Churchill's Secret, regia di Charles Sturridge – film TV (2016)
- Victoria – serie TV, 9 episodi (2016-2017)
- The Crown – serie TV, 7 episodi (2016-2022)
- The Halcyon – serie TV, episodio 1x01 (2017)
- Unforgotten – serie TV, 6 episodi (2018)
- A Very English Scandal, regia di Stephen Frears – miniserie TV, 3 puntate (2018)
- Gold Digger, regia di Vanessa Caswill e David Evans – miniserie TV, 6 puntate (2019)
- Small Axe, regia di Steve McQueen – miniserie TV, puntata 1 (2020)
- This Is Going to Hurt, regia di Lucy Forbes e Tom Kingsley – miniserie TV, 7 puntate (2022)
- The Undeclared War, regia di Peter Kosminsky – miniserie TV (2022)
- Mr Bates vs The Post Office, regia di James Strong – miniserie TV (2024)
- The New Look – serie TV, episodi 1x09-1x10 (2024)
- A Very Royal Scandal, regia di Julian Jarrold – miniserie TV (2024)
- The Agency – serie TV, episodio 1x01 (2024)
- MobLand – serie TV, episodi 1x01-1x02-1x03 (2025)

## Teatro
- Antonio e Cleopatra, Chichester Theatre Festival (1985)
- The Scarlet Pimpernel, His Majesty's Theatre (1985)
- Misura per misura, Royal Shakespeare Company (1987)
- La bisbetica domata, Royal Shakespeare Company (1987)
- Too Clever by Half, Old Vic (1988)
- Edipo re, Royal Shakespeare Company (1988)
- La moglie di campagna, Royal Exchange (1988)
- Ghetto, National Theatre (1989)
- L'anitra selvatica, Peter Hall Company (1990)
- The Liars, Old Vic (1990)
- Riccardo II, Royal Shakespeare Company (1990)
- The Recruiting Officer, National Theatre (1992)
- L'importanza di chiamarsi Ernesto, Aldwych Theatre (1993)
- Peer Gynt, Royal Shakespeare Company (1994)
- Misura per misura, Royal Shakespeare Company (1994)
- Easter Bonnet Competition, Palace Theatre (1996)
- Sogno di una notte di mezza estate, Royal Shakespeare Company (1996)
- Hyde Park, Royal Shakespeare Company (1997)
- La bisbetica domata, Royal Shakespeare Company (1997)
- Amleto, Royal Shakespeare Company (1997)
- Molto rumore per nulla, Royal Shakespeare Company (1998)
- The Lady's Not for Burning, National Theatre (1999)
- Albert Speer, National Theatre (2000)
- Il racconto d'inverno, National Theatre (2001)
- The Relapse, National Theatre (2001)
- My Fair Lady, National Theatre (2001)
- Brand, Haymarket Theatre (2002)
- Il divo Garry, National Theatre (2007)
- Candide, London Coliseum (2008)
- Il vizio dell'arte, National Theatre (2009)
- Collaborators, National Theatre (2011)
- Hymn, National Theatre (2012)
- Cocktail Sticks, National Theatre (2012)
- Charlie e la fabbrica di cioccolato, Theatre Royal Drury Lane (2013)
- My Fair Lady, Sydney Opera House (2016)
- The Light in the Piazza, Royal Festival Hall (2019)
- Hansard, National Theatre (2019)
- The Light in the Piazza, Opera di Chicago (2020)
- The Southbury Child, Bridge Theatre (2022)

## Doppiatori italiani
Nelle versioni in italiano delle opere in cui ha recitato, Alex Jennings è stato doppiato da:
- Luca Biagini in A Very English Scandal, A Very Royal Scandal
- Massimo Lodolo in Le quattro piume
- Roberto Chevalier in Lady in the Van
- Mino Caprio in The Queen - La regina
- Antonio Sanna in Victoria
- Massimo Giuliani ne La ragazza del dipinto
- Franco Mannella in Gold Digger
- Sergio Lucchetti in L'arma dell'inganno - Operation Mincemeat
- Dario Oppido in Blitz
- Massimo Rossi in The Agency